# Cratere Johnstown
Johnstown  è un cratere sulla superficie di Marte.